# Remigio
Remigio es un nombre propio latino, con base en el término Remigis o Remex, "remero" . 

## Personajes
- Remigio de Reims,  santo de la Iglesia Católica, obispo de Reims y apóstol de los francos
- Remigio Ceballos, militar venezolano.
- Remigio Crespo Toral, escritor de Ecuador.
- Remigio Fuentes, mandolinista venezolano.
- Remigio Herrera, babalawo nigeriano.
- Remigio Hermoso (1947-), beisbolista venezolano.
- Remigio Elías Pérez (1915-2005), banquero venezolano.
- Remigio Morales Bermúdez (1836 - 1894), militar y político peruano.
- Remigio Mendiburu (1931-1990), escultor español.
- Remigio Silva (1783 - 1854), militar y político peruano.
- Remigio Melita Torres (1974-), militar y carabinero chileno.